# Lepidozia ferdinandi-muelleri
Lepidozia ferdinandi-muelleri là một loài Rêu trong họ Lepidoziaceae. Loài này được Stephani mô tả khoa học đầu tiên năm 1909.